# Districtul Jijel
Jijel este un district din provincia Jijel, Algeria.